# Voué
Voué é uma comuna francesa na região administrativa de Grande Leste, no departamento de Aube. Estende-se por uma área de 13,25 km². Em 2010 a comuna tinha 697 habitantes (densidade: 52,6 hab./km²).